# Mendig
Mendig là một đô thị thuộc huyện Mayen-Koblenz, bang Rheinland-Pfalz, nước Đức. Đô thị Mendig có diện tích 23,78 km². Mendig có cự ly khoảng 6 km về phía đông bắc Mayen, và 25 km về phía tây Koblenz.
Mendig là thủ phủ của Verbandsgemeinde ("đô thị tập thể") Mendig.